# Halios geron

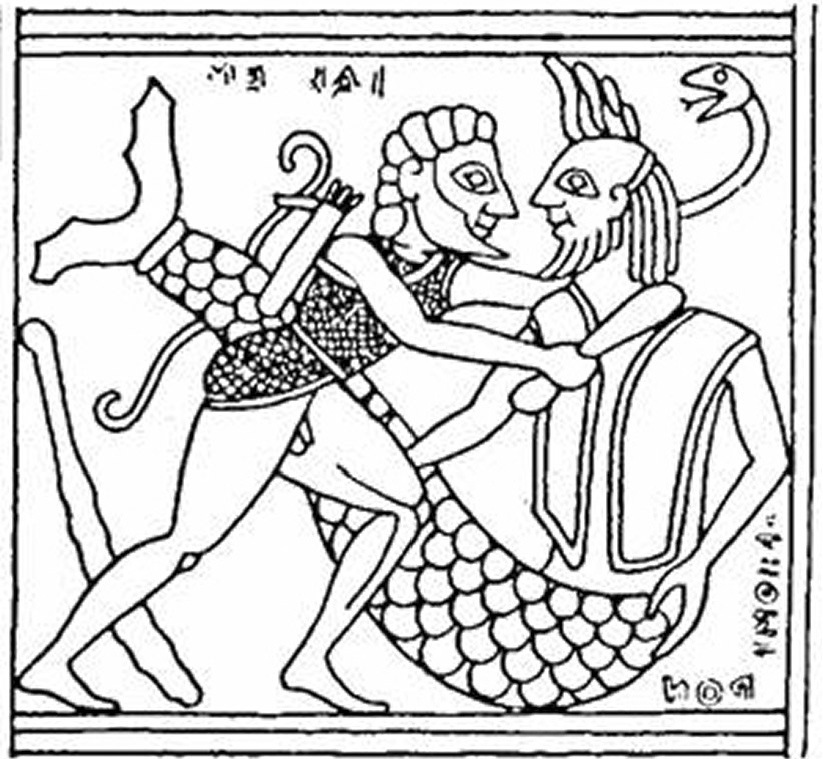
Halios geron im Kampf mit Herakles. Argivische Bronzeplatte, um 550 v. Chr.

Halios geron (altgriechisch ἅλιος γέρων hálios gérōn, deutsch ‚Meergreis‘) ist eine alte Meeresgottheit der griechischen Mythologie.
Ursprünglich trug der Meergreis keinen Eigennamen, wurde aber früh mit Nereus, Proteus, Phorkys oder Glaukos identifiziert, da er wie diese ein Greis ist und über die Künste des Weissagens und der Verwandlungsfähigkeit verfügt. 
Bei Homer wird er als alter Vater der Thetis und der Nereiden genannt, erscheint aber auch als Beiname des Proteus und des Phorkys.
Hesiod setzt ihn erstmals mit Nereus gleich, spätere literarische Zeugnisse dieser Identifikation finden sich in einem Scholion zu Pindar und bei Cornutus. Bei Dionysios Byzantios ist er der Vater der byzantinischen Nymphe Semistra, der Amme von Ios Tochter Keroessa.
Nach Dionysios Byzantios befand sich auf einer Anhöhe in Byzanz ein Heiligtum des Halios geron, der mit Nereus, Phorkys oder Proteus identifiziert wurde. Mit dem Heiligtum sei ein Staatskult verbunden gewesen, der aufgrund einer Traumerscheinung eingerichtet worden war. Die Iberer verehrten Glaukos unter dem Namen γέρων gérōn und Pausanias berichtet von einem Kult in Gythion, wo er mit Nereus identifiziert wurde.
Es sind lediglich zwei Darstellungen erhalten, die ihm aufgrund von Beischriften klar zuzuordnen sind. Auf einem in Olympia gefundenen argivischen Bronzerelief wird er fischleibig im Kampf mit Herakles gezeigt, also in einer Erscheinungsform, die ikonographisch Triton zuzuschreiben ist. Über seinem Haupt befinden sich als Attribute der Verwandlungskunst Flammen und eine Schlange, die sonst nur in Darstellungen des menschengestaltigen Nereus zu finden sind. Auf einer attischen Weinkanne des Töpfers Kolchos kommt er als menschlicher Zuschauer beim Kampf des Herakles mit Kyknos vor.
Bernhard Schmidt berichtet vom Nachleben des Halios geron im griechischen Volksglauben des 19. Jahrhunderts.